# Iben Hjejle
Iben Hjejle, född 22 mars 1971 i Köpenhamn, är en dansk skådespelerska som även gjort karriär i Hollywood. Svensk publik har sett henne i den kvinnliga huvudrollen i miniserien Gustav III:s äktenskap (2001). 
I den danska polisserien Anna Pihl spelade hon Mikala Hansen i 21 avsnitt, 2006-2008. Hon har tillsammans med Casper Christensen, Frank Hvam och Mia Lyhne medverkat i den danska humorserien Klovn, där hon spelade Iben i 19 avsnitt, 2005-2008. Hjejle har också spelat Liva i serien Långt från Las Vegas och Juanita i den norska humorserien Dag.

## Filmografi (urval)
- 1997 – Svensk roulette
- 1999 – Mifune
- 2000 – Blinkande lyktor
- 2000 – High Fidelity
- 2001 – The Emperor's New Clothes
- 2002 – Gamla män i nya bilar
- 2004 – Inkasso
- 2005 – Anna Pihl (TV-serie)
- 2009 – Motstånd
- 2009 – Flugten
- 2010 – Wallander – Vålnaden
- 2010 – Klovn: The Movie
- 2011 – Stockholm Östra
- 2011-2015 – Dag (TV-serie)
- 2012 – Fuck Up
- 2013–2016 – Dicte (TV-serie)
- 2013 – Eskil och Trinidad
- 2014 – Freak Out!
- 2015 – Klovn Forever
- 2018 – The Rain (TV-serie)